# Amyema tetraflora
Amyema tetraflora är en tvåhjärtbladig växtart som först beskrevs av Bryan Alwyn Barlow, och fick sitt nu gällande namn av Bryan Alwyn Barlow. Amyema tetraflora ingår i släktet Amyema och familjen Loranthaceae. Inga underarter finns listade i Catalogue of Life.